# Imperia (Couperus)
Imperia is een werk van de Nederlandse schrijver Louis Couperus (1863-1923). De ondertitel is: Een Mysterie-Spel van de Vijf Zonden. 
Het werk is gedeeltelijk in proza en gedeeltelijk in poëzievorm geschreven. Het bevat een proloog, vier akten (Couperus noemt ze taferelen) en twee tonelen. 
Couperus werkte er vanaf december 1901 aan. Hij woonde toen sinds kort in Nice. Na voltooiing van 'Imperia' begon Couperus aan De Boeken der Kleine Zielen.

## Inhoud
De eerste twee akten spelen zich af in en om de stad Dis, de hoofdstad van de hel, het derde in de tuin van Imperia (Hof van Eden) en het laatste op de aarde. In het werk figureren satan, Gog, Magog en Bel. Ook een heksensabbat, engelen en zonden die als personificaties optreden, komen erin voor.
In de proloog vermeldt Couperus dat niet de zeven hoofdzonden, maar vijf door hem uitgekozen zonden worden besproken. Hij schrijft daarover:
"'k Geloof, dat éenmaal, in naïever tijd

De menschheid zéven Zonden had gewijd,

Tot wereldheerschers, alom en almachtig.

Verschoon mij: ik vertoon er enkel vijf...."
De eerste beschreven zonde is die van heerszucht. Verder worden huichelzucht, eigenzucht, goudzucht en zinnezucht genoemd. Van de klassieke zeven hoofdzonden worden traagheid en gramschap weggelaten.
In Imperia worden de zonden als volgt voorgesteld:

1. Satan staat voor heerszucht

2. Hilarion voor huichelzucht, maar ook van hem zegt Satan "Gij zijt Heerschzucht als ik!"

3. Gog-en-Magog voor eigenzucht

4. Mammon is de goudzucht

5. Imperia is de zinnezucht
Onder aan het einde van de vierde akte staat 'wordt vervolgd'. Het bleef echter daarbij. Over de vraag of 'Imperia' wel of niet onvoltooid is verschillen de meningen. Caroline de Westenholz merkt op dat het stuk "een geloofwaardig einde" heeft en stelt dat het stuk zoals gepubliceerd in 1904 af was. Couperus' biograaf Frédéric Bastet schreef: "Hoewel hij er aanvankelijk in zwolg, heeft hij het drakerige stuk nooit voltooid".

## Uitgaven
Het werk werd in 1904 in afleveringen gepubliceerd in de tweede jaargang van het letterkundig maandschrift Groot Nederland. In 1925 werd het gebundeld aan het eind van het laatste deel van Couperus' Proza, p. 219-320. Als mysteriespel is 'Imperia' nooit opgevoerd.

## Beoordelingen
Volgens Bastet werd Couperus bij het schrijven beïnvloed door het decadente repertoire van de late negentiende eeuw. Hij noemt 'Imperia' een "apocalyptische fantasmagorie", "onleesbaar" en onverkoopbaar.
Caroline de Westenholz stelt dat Imperia "op zijn minst gedeeltelijk is geïnspireerd door de Kabbala" en zij ziet overeenkomsten met Flauberts 'La tentation de Saint Antoine', gezien het voorkomen van het huichelachtige personage Hilarion.

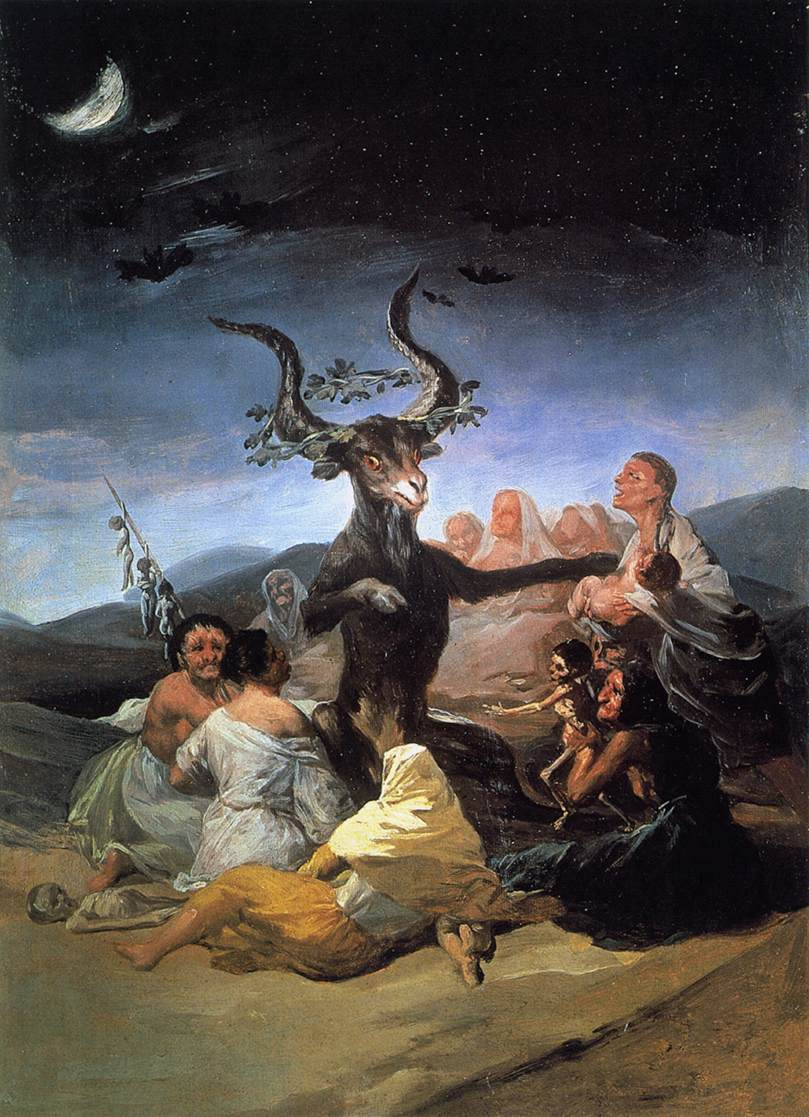
Heksensabbat door Francisco José De Goya y Lucientes, (1797-1798)